# Bubanza
Bubanza – miasto w Burundi, stolica prowincji Bubanza. W 2008 liczyło 14 518 mieszkańców.